# Primelephas
Primelephas è un genere estinto di elefanti vissuto alla fine del Miocene in Africa centrale.

## Descrizione
La specie Primelephas gomphotheroides era alta approssimativamente come una femmina di elefante indiano (e cioè un'altezza alle spalle di circa 3 m) ed aveva due paia di zanne dirette in avanti: le superiori lunghe più di un metro e le inferiori circa 20 centimetri.

Confrontato con specie precedenti, come Gomphotherium, presenta un tronco più lungo ed un aumento del numero di creste molari necessarie a masticare e macinare la vegetazione grezza della savana.

## Tassonomia
È stato scoperto nel 1965 in Ciad da Yves Coppens che chiamò inizialmente la nuova specie Stegodon korotorensis. Cinque anni dopo, Vincent J. Maglio riesaminò lo stesso esemplare ed altri fossili concludendo che quella specie non doveva essere classificata negli stegodontidi, ma fra gli elefantidi e le diede il nuovo nome Primelephas gomphotheroides. Secondo questa nuova interpretazione, siamo di fronte al più antico e diretto antenato dei mammut e dei moderni elefanti appartenenti ai due generi Loxodonta ed Elephas.

## Distribuzione e habitat
Primelephas viveva in ambienti di savana alberata aperta ed i suoi resti risalgono alla fine del Miocene (7-5 milioni di anni fa).